# Soauviljävri (sjö i Enare, Lappland, Finland)
Soauviljävri eller Soavviljävri är en sjö i Finland. Den ligger i kommunen Enare i landskapet Lappland, i den norra delen av landet, 1 000 km norr om huvudstaden Helsingfors. Soauviljävri ligger 245,7 meter över havet. Arean är 80 hektar och strandlinjen är 5,74 kilometer lång. Sjön  ingår i Neidenälvens huvudavrinningsområde.   Omgivningarna runt Soauviljävri är i huvudsak ett öppet busklandskap.